# Alice Ozy
Pour les articles homonymes, voir Ozy.
Alice Ozy, née Julie Justine Pilloy le 6 août 1820 à Paris et morte le 3 mars 1893 à Paris 8e, est une comédienne française.

## Biographie

### Origines et enfance
Alice Ozy est la fille de Jean Baptiste Pilloy, fabricant et négociant en bijoux et joaillerie et de l’actrice Charlotte Amédée Ozi, elle-même fille du bassoniste Étienne Ozi et de Marie Joséphine Adélaïde Dupont, descendant du chancelier Maupeou et par conséquent, alliée aux Montmorency par les femmes,. Mariés le 18 janvier 1814 à Saint-Denys-du-Saint-Sacrement, ses parents se sont officiellement séparés peu de temps après sa naissance, en 1820. Son père n’a jamais versé la pension alimentaire qu’il devait légalement pour l’entretien de sa fille, élevant son fils, Charles Auguste, né le 20 juillet 1818 de son mariage avec Charlotte Ozi, avec deux enfants, qu’il avait avec une concubine. Sa mère, qui en avait la garde légale, entretenait, elle aussi, une liaison, tout en courant le cachet, ce qui la conduisait à suivre des troupes itinérantes où elle jouait de petits rôles de duègne et de choriste.
Son enfance est chaotique. Mise en nourrice et/ou en garde à Belleville dans sa prime enfance, elle suit sa mère dans des tournées en province vers 1828-1830, est en pension au moment de sa communion solennelle (vraisemblablement à Sainte-Menehould dans la famille Pilloy), est placée en pension-apprentissage dans la banlieue parisienne dans l’atelier de broderie de la maison Cariat (la boutique étant, elle, rue Vivienne), emploi qu’elle doit quitter brusquement alors qu’elle a à peine douze ans, après avoir subi les assauts inconvenants du patron. Conduite à Lyon, chez la sœur de sa mère, pour retrouver un autre atelier de broderie sur or et argent. Assez rapidement, compte tenu de son bon travail, elle quitte l’atelier pour le magasin:16. Après trois années à Lyon, où son charme ne laisse pas indifférents les clients et les passants, elle revient à Paris. Elle comprend vite être une gêne pour sa mère. Aussi s’installe-t-elle dans une petite chambre du « haut de Belleville », dans la maison de sa nourrice pour faire des « broderies brochées », alors à la mode:17.

### Comédienne
Sa rencontre, à seize ans, avec Brindeau, jeune comédien de vingt-deux ans, à la Grande-Chaumière ou à La Chartreuse, où l’on dansait sur le boulevard du Montparnasse, va décider de l’orientation de sa carrière. Celui-ci convainc celle qui est devenue sa maitresse de devenir comédienne, lui donne quelques cours et lui obtient des « utilités », voire de tout petits rôles:18. Au patronyme de sa mère, elle ajoute un prénom « qui sonne bien » et devient « Alice Ozy » et joue son premier vrai rôle, Marianne la cuisinière, le 14 novembre 1837 au théâtre du Palais-Royal dans Absent ou présent ou Ma maison du Pec, un vaudeville écrit par Mélesville et Varner à l’occasion de l’inauguration de la première ligne de chemin de fer au départ de Paris, reliant Paris-Saint-Lazare au Pecq, le 24 août 1837.
Continuant de travailler avec Brindeau, elle fait des apparitions sur la scène de la salle Chantereine, en octobre 1839, aux côtés de Bernard-Léon qui joignait ses conseils à ceux de Brindeau pour la former au métier d’actrice., puis, le 27 décembre 1839, participe au théâtre de la Renaissance à la création de l’opéra-comique La Chaste Suzanne de Carmouche et de Courcy, musique de Monpou.
Après avoir joué en compagnie de Bernard-Léon à l’occasion d’une fête de charité, elle a attiré l’attention de Pierre-Joseph Leroy, alors directeur du théâtre des Variétés, qui lui a offert un engagement, mais Bernard-Léon lui a conseillé de ne pas accepter cette offre avant d’avoir acquis une plus grande expérience des planches:18. Elle fait un passage à l’Opéra, où sa piètre prestation dans Lo Zingaro, opéra de Sauvage, sur une musique de Fontana, confirme qu’elle n’est pas faite pour l’opéra. Aux premiers jours de 1840, elle débute sur la scène des Variétés, dans le rôle d’Agathe, lors de la reprise des Enragés de Nicolas Brazier et Armand d'Artois, puis crée, le 9 septembre 1840, le rôle de Louise dans Le Chevalier du guet de Lockroy, pièce qui a eu un long succès. Elle s’y révéla bonne comédienne, lançant le mot avec assurance et sang-froid, chantant les couplets avec beaucoup d’humour. On l’applaudit et ses appointements furent aussitôt élevés à 2 000 francs. Parvenue à jouer sur le même théâtre que Brindeau, elle gagnait 1 200 francs par an. Elle enchaine ensuite créations et reprises. Le public et la critique lui font un bon accueil:18.
Hippolyte de Villemessant rapporte que son extrême naïveté était proverbiale. Lui ayant fait croire, un jour, que le gouvernement venait de découvrir à Montmartre une carrière de fromage de Gruyère, dont l’exploitation serait la fortune des ménages, elle demandait à tous où souscrir des actions. Lorsque Hyacinthe voulait la faire fondre en larmes, il n’avait qu’à prendre une figure sérieuse, longue d’une aune, et à lui prédire qu’elle finirait par devenir une femme entretenue.
Au début 1841, elle devient la maitresse du baron Bazancourt, mais elle a des soupirants au Café de Paris et de Tortoni. Lors de son aventure avec Bazancourt, elle accorde également ses faveurs un jeune aristocrate polonais Wieloposki, qui convient, avec Bazancourt, qu’« il serait courtois de se partager la Belle », convention qui dure peu de temps puisque Wieloposki meurt jeune, après avoir gagné, durant son séjour en France, une somme de 140 000 ou 150 000 francs au whist, dont il lui lègue 70 000 à 80 000 francs, ce qui forme l’origine de sa fortune:139.
Sa mère étant morte, le 24 mai 1841, elle ne joue pas pendant quelques mois, entre ses rôles dans Le Chevalier du Guet (17 janvier), La Descente de la Courtille de Dumersan et Dupeuty (20 janvier) et Job et Jean de Lockroy (21 octobre), précédant quatre rôles au cours de l’automne 1841. En 1842, elle se produit dans une quinzaine de comédies, soit près de la moitié des pièces mises au programme du théâtre des Variétés par Nestor Roqueplan. Elle est Carlotta dans La nuit aux soufflets de Dumanoir et Adolphe d’Ennery le 23 mars 1842. Les critiques commencent à lui trouver du talent, apprécient ses qualités et progrès de comédienne, maintenant plus que ses atouts de charmante jeune femme. En 1843, elle continue à jouer environ une nouvelle pièce par mois. L’année 1843 est aussi celle de sa rencontre avec Théophile Gautier dont elle crée le 21 septembre 1843 aux Variétés Un Voyage en Espagne, vaudeville en trois actes écrit avec Siraudin:23. Théophile Gautier devient ami et conseiller d’Alice Ozy, qu’il soutient dans ses critiques,,:34.
À partir du mois de mai 1843, ses relations avec Nestor Roqueplan se tendent, allant jusqu’à un procès en avril 1844,:151-2. Elle est moins présente sur les planches du théâtre des Variétés, ne tenant qu’une douzaine de rôles en 1844, où elle apparaît amaigrie aux yeux des journalistes qui font moins de critiques élogieuses. Au printemps 1845, elle cesse de jouer aux Variétés. En juin-juillet 1845 on la retrouve au Théâtre Saint James (en) de Londres. Le 30 août 1845, elle débute au théâtre du Vaudeville pour une reprise du Bal des Ouvriers de Charles Varin, après un prologue Le Français né malin de Adolphe Jaime et Charles Dupeuty. Jusqu’en décembre, elle joue une huitaine de pièces, plutôt bien accueillies.
Tout début 1846, elle est la première des fées en maillot moulant de couleur chair, jouant l’Avenir dans V’là c’qui vient d’paraître de Dennery et Clairville. Puis, elle enchaîne les créations au rythme d’une par mois. Elle est à la mode et vit la plus belle époque de sa carrière de comédienne. En août 1846, elle part donner quelques représentations à Baden où la cour est nombreuse et riche. À la rentrée d’automne, ses prestations se font rares et médiocres. Après avoir motivé une centaine de mentions par an dans les journaux, on n’y lit plus rien pendant des mois. Son contrat avec le théâtre du Vaudeville n’est pas renouvelé en avril 1847, comme pour une quinzaine de comédiens de la troupe. D’après ses échanges de courrier avec Théophile Gautier, elle songe à quitter le Vaudeville pour le Théâtre du Palais Royal avant mars 1847.
Elle débute au Palais-Royal, le 14 mai 1847, dans le Trottin de la Modiste de Clairville ; cette bouffonnerie, qui amuse jusqu’à Louis-Philippe, tient l’affiche trois mois. Alors que cette pièce rencontre un succès durable, L’Argus attaque la claque à ses ordres et la réalité de son talent. Menacé d’un procès en diffamation, L’Argus publie un démenti moqueur ; confraternels, les journaux ne parlent plus de la comédienne pendant un trimestre. Le 27 juin 1847, l'Artiste avait insinué qu’elle ne devait ses succès qu’à son physique. Son physique est ouvertement critiqué, comme dans le Journal des théâtres du 25 septembre 1847. Au cours de ce début d’été 1847, Victor Hugo tente néanmoins de la séduire:37, allant jusqu’à lui offrir de la faire entrer à La Comédie-Française pour jouer Maguelonne dans Le roi s'amuse, mais elle n’apprécie guère le quatrain que le poète lui adresse le 14 août 1847, terminé par « Madame, montrez moi Vénus entrant au lit:37 ». À défaut du père, elle entretient une relation de trois mois avec son fils Charles:40. Le 25 septembre 1847, elle remonte sur la scène du Palais Royal, pour Le Bonheur est sous la Main, de Léonce et Eugène Nus, qui rencontre suffisamment de succès pour être représenté jusqu’à la mi-octobre. Seule publication à parler d’elle, L’Argus critique son jeu. Il en est de même pour ses prestations suivantes.
Elle joue trois rôles dans Le Banc à Huitres, revue de fin d’année de Dumanoir et Clairville, qui attire la foule chaque soir, encore à l’affiche le 24 février 1848, quand éclate la Révolution. Alice s’enfuit en Angleterre. Après quelques représentations au Théâtre Saint James de Londres en mai 1848:89, elle reprend ses prestations parisiennes, le 31 octobre 1848, au théâtre de la Porte-Saint-Martin dans l’Ile au Tohu-Bohu des frères Cogniard, pièce qui est encore au programme le 19 décembre 1848. Le 27 décembre 1848, elle se montre pour la dernière fois dans un rôle d’Ève très dévêtue dans Les Marrons d’Inde des frères Cogniart et Muret:104. Après une période de silence jusqu’en mai 1849, elle retourne au théâtre des Variétés:100. Au cours de cette année 1849, elle débute une idylle de deux années avec le peintre Chassériau, qui la prend comme modèle. Paul de Kock écrit pour elle un petit acte, le Quinze-vingt, puis elle crée À la Bastille !, le chevalier de Servigny, l’Anneau de Salomon, les Filles de l’Air, et Philine dans Mignon. En 1852, elle joue Une queue rouge, Déménagé d’hier, la Femme aux Camélias, le Mari d’une Dame de Cœur, Mamzelle Rose, La bonne qu’on renvoie, et incarne Mademoiselle Luzy aux côtés de Frédérick Lemaître dans Taconnet. En 1853, elle parait successivement dans les Femmes du monde, les Trois Sultanes, les Enfers de Paris, le Mari par régime. En 1854, elle se fait surtout remarquer dans Monsieur de La Palisse, dans le rôle de Zerbine:104, enchainant ainsi, de 1849 au 27 mai 1855, les pièces aux Variétés, date à laquelle le théâtre ferme pour travaux jusqu’au 16 juin 1855. Elle reprend encore quelques représentations.

### Liaisons notables
Parmi ses nombreux amants, ont figuré le futur empereur Louis-Napoléon Bonaparte, Théodore Chassériau, Thomas Couture, Edmond About, ou encore Gustave Doré.
À l’été 1843, Madame Adélaïde, sœur de Louis-Philippe, fait représenter aux Tuileries Les Chevaliers du Guet de Lockroy, par la troupe du Théâtre des Variétés, pour distraire son jeune neveu, le duc d’Aumale, revenu récemment de sa campagne militaire en Algérie. Elle tourne la tête du jeune Henri, c’est le début d’une idylle marquante dans sa vie et le premier amour du prince:140. À cette époque, la comédienne loge à la Maison dorée, d’où on la voit sortir au bras du prince, vêtue en homme, on la prend souvent pour le jeune duc de Montpensier. Ses relations avec le comte Édouard de Perregaux puis le duc d’Aumale l’introduisent dans le « demi-monde »:141. 
La reine Marie-Amélie, chez laquelle les scrupules de la sainte sont tempérés par l’indulgence de la mère, se contente de dire avec un soupir : « Ce n’est pas bien, mais c’est plus moral que de déranger un ménage ». Quant au roi Louis-Philippe, il ne souffle mot puisqu’on ne lui demande pas d’argent. Les jeunes princes et princesses, eux, s’en amusent et, quand ils le rencontrent, ils chantent le grand air de Robert le Diable : « Alice, Alice, mes amours…:140 »
Alice prend ainsi goût au luxe et, un jour, Édouard de Perregaux, fils du banquier Alphonse de Perregaux, lui offre une calèche et un attelage de 20 000 francs, elle ne sait pas refuser un pareil présent. Le duc d’Aumale, l’ayant appris, lui écrit : « ne trouvez-vous pas que je suis un peu Des Grieux ? Je vous aime davantage depuis que vous ne m’aimez plus ». C’est la rupture:142. Quatre ans plus tard en 1846, lorsqu’il se mariera, elle lui renverra toutes ses lettres, sans en avoir été priée. Lorsque le prince veut reconnaitre cet acte de délicatesse par un envoi de 2 000 francs, un peu humiliée, elle les refuse, lui écrivant : « Je ne suis pas dans la misère, j’aurais préféré un souvenir:143. » Lorsque celui-ci pourra rentrer d’exil, il reviendra souvent la voir, lui envoyant, chaque année, en guise d’étrennes, une caisse de vin de Zucco, de ses propriétés de Sicile.

Victor Hugo, qui a quarante-cinq ans, lui fait une cour assidue. Bien que marié et entretenant une maîtresse, Juliette Drouet, Hugo convoite la belle Alice et lui fait entrevoir qu’elle pourrait avoir le rôle de Maguelonne dans la reprise de Le roi s’amuse à la Comédie française. Cependant malgré les assiduités du poète, elle ne promet rien et se dérobe sans cesse. Au même moment, le fils Charles Hugo, âgé de vingt ans tombe sous son charme. Pour mettre à l’épreuve ce nouveau soupirant, elle lui fait faire « antichambre », par deux fois et à une heure indue, avant de lui céder. Sa liaison avec Charles Hugo prend fin pendant la révolution de 1848, lorsque Charles part avec son père pour la Belgique, tandis qu’elle se réfugie à Londres et joue au théâtre Saint-James.

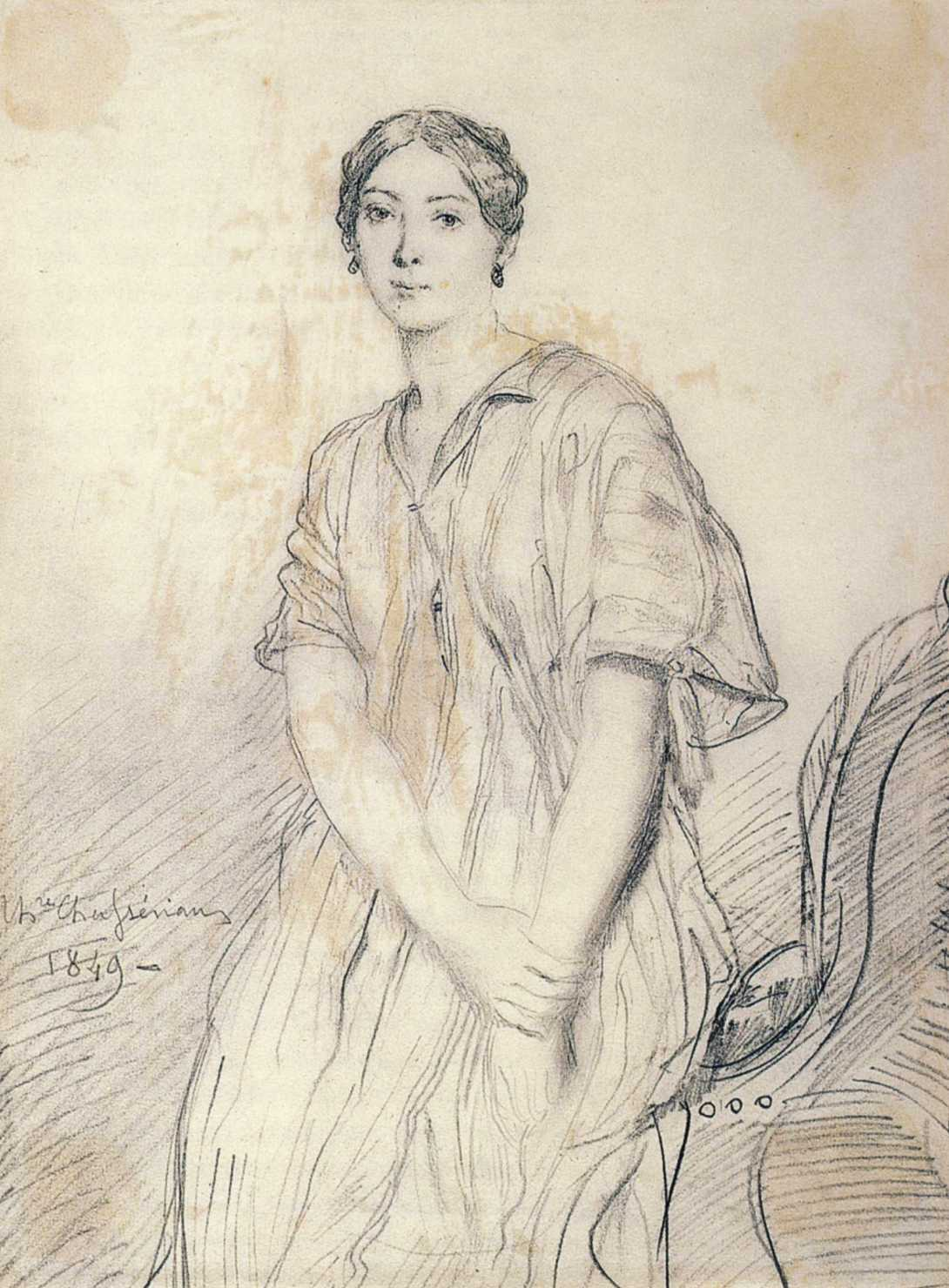
Alice Ozy par Théodore Chassériau, en 1849.

À son retour à Paris, elle fait la connaissance du peintre Théodore Chassériau, grâce à l’entremise de Théophile Gautier, et devient bientôt sa maitresse. Elle a alors vingt-huit ans et lui vingt-neuf. Il n’est pas beau, mais il a beaucoup de distinction. Leur liaison dure deux ans.
Elle pose pour lui, habillée ou dévêtue. Chassériau fait d’après elle Baigneuse endormie près d'une source, qui se trouve aujourd’hui au musée Calvet à Avignon. Capricieux l’un et l’autre, ne sachant pas résister à leurs fantaisies, ils se heurtent, se brouillent pour se raccommoder ensuite. Chassériau ayant son atelier avenue Frochot, au pied de la butte Montmartre, tout près des barrières , elle laisse son coupé dans les environs, et va surprendre son amant, qu’elle trouve toujours en plein travail:91.
Un jour, elle remarque dans l’atelier un tableau représentant la Fille du Gréco. Enthousiasmée, elle demande à l’artiste qu’il le lui offre. Il refuse, disant qu’il le destine à sa famille. Elle insiste alors tant et tant que, de guerre lasse, il cède. Quelques jours plus tard, il déjeune chez Alice lorsqu’elle annonce que l’encadreur vient de rapporter la toile. Ils se lèvent de table, mais à la vue de son œuvre, il est pris d’un tel remords de sa faiblesse, il entre dans une telle colère contre lui-même que se saisissant d’un couteau, il lacère le tableau et s’enfuit pour ne plus remettre les pieds chez sa maîtresse,,, rupture douloureuse pour tous deux, qui s’aimaient toujours.

### Retraite
Le 6 juillet 1855, le rideau tombe pour la dernière fois. le 20 juillet 1855, elle quitte la Comédie, renonçant au théâtre, au boulevard, pour redevenir Julie Pilloy et s’installer dans sa maison d’Enghien acquise à l’hiver précédent. Julie Pilloy devient une femme d’affaires. Disposant de liquidités et placements importants, sachant s’entourer de conseillers avisés, elle boursicote, entretient des relations privilégiées avec des banquiers, avec le duc de Morny:110. Elle prétend être entretenue par un monsieur Groening, qui disparait de sa vie en avril 1867, à la même période où elle vend à l’hôtel Drouot bijoux, pièces d’orfèvrerie, objets de vitrine, porcelaines, faïences, bronzes, meubles, et surtout une trentaine de toiles ou de dessins, dont un pastel de Gautier, « par suite du départ d’Alice Ozy:114. » Elle remonte, entre 1864 et 1867, sur des scènes de province, d’Allemagne et de Belgique pour jouer les duègnes.
Après 1867, elle partage sa vie entre Enghien et son appartement du 91 boulevard Haussmann, musée de son passé et magasin des antiquités qu’elle achète aux enchères de Drouot:114 . Le 9 mars 1885, Julie Pilloy institue pour sa légataire universelle la Société de secours mutuel des Arts Dramatiques, fondée en 1840 par le baron Taylor. De fin 1888 à février 1889, elle est hospitalisée dans un établissement hydrothérapeutique de Passy après une sévère dépression. Julie Pilloy meurt en son domicile du 91 boulevard Haussmann, le 3 mars 1893. Selon ses volontés, l’architecte Constant Moyaux élève, au Père-Lachaise (89e division), un monument de style temple grec:117. Sur le fronton devait figurer « Famille Pilloy » et non « Alice Ozy » (c’est cette dernière inscription qui figure aujourd’hui). Une haute statue de Vierge à l’enfant en marbre blanc, copie d’un bronze du sculpteur Léon Fagel, d’après Gustave Doré, orne le monument.